# Liste der Mitglieder des Provinziallandtags der Provinz Sachsen (3. Sitzungsperiode)

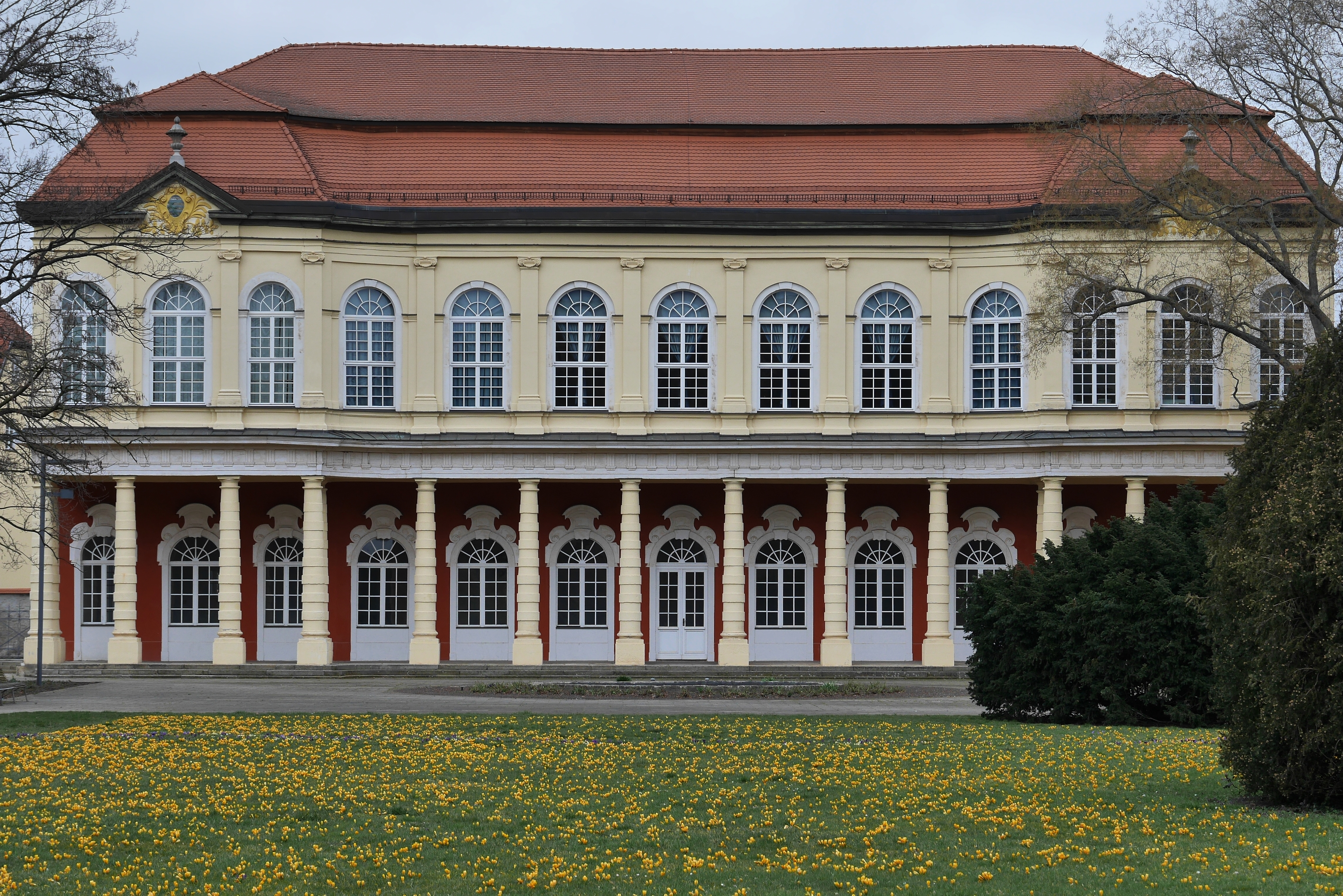
Tagungsort des Landtages 1829 – Schlossgartensalon in Merseburg

Diese Liste gibt einen Überblick über die Mitglieder des Provinziallandtags der preußischen Provinz Sachsen in der dritten Sitzungsperiode von 1829 bis 1831. 
Der König von Preußen bestätigte im August 1829 die gewählten Abgeordneten durch eine Kabinettsorder.
Am 25. Oktober 1829 wurde der dritte Provinziallandtag der Provinz Sachsen eröffnet. Er schloss seine Beratungen am 6. Dezember 1829.

## Zusammensetzung

### A. Stand der Prälaten, Grafen und Herren
1. Domkapitel zu Merseburg
2. Domkapitel zu Naumburg
3. Graf Henrich zu Stolberg-Wernigerode (Landtags-Marschall)
4. Josef Christian Ernst Ludwig Graf zu Stolberg-Stolberg
5. Graf August zu Stolberg-Roßla
6. Herzog Leopold IV. Friedrich von Anhalt-Dessau als Besitzer des Amts Walternienburg

### B. Stand der Ritterschaft
1. Für den Thüringschen Bezirk
  1. Aus dem Alt-Querfurtschen Kreise
    1. Major Rudolph von Geusau zu Farnstädt im Kreis Querfurt

  2. Aus dem Stift Naumburg-Zeitz
    1. Freiherr von Hertzberg zu Heuckewalde im Kreis Zeitz

  3. Aus dem Neustädtschen Kreise
    1. Kammerherr Ludwig Franz von Breitenbauch zu Brandenstein im Kreis Ziegenrück

  4. Aus den übrigen Kreisen
    1. Rittmeister Friedrich August von Haeseler zu Klosterhäseler
    2. Ritter Freiherr von Werthern auf Schloss Beichlingen im Kreis Eckartsberga
    3. Kammerherr Wolf von Helldorff zu Wohlmirstedt im Kreis Eckartsberga
    4. Leutnant von Burkersroda zu Burgheßler im Kreis Eckartsberga
    5. Kammerrar Döring zu Droyßig im Kreis Zeitz
2. Für den Wittenbergschen Bezirk
  1. Aus dem alten Wittenbergschen Teile
    1. Domherr von Ampach auf Stechau zu Naumburg
    2. Kreisdeputierter Ritter von Kleist auf Warchau

  2. Aus dem Leipziger Teil
    1. Kammerherr Ritter von Grünberg zu Löbnitz im Kreis Delitzsch

  3. Aus dem Meißner Teile
    1. Ritter Kl. Stephan zu Martinskirchen im Kreis Liebenwerda

  4. Aus dem Merseburger Teile
    1. Stiftsdirektor Major a. D. von Trotha zu Schkopau im Kreis Merseburg
3. Für den Mansfeldschen Bezirk
  1. Landrat a. D. von Bauermann zu Oppin im Saalkreis
  2. Kurhessischer Kammerherr Friedrich August Ludwig von Kerssenbrock zu Heiligenthal im Mansfelder Gebirgskreis
  3. Königlicher Oberleutnant Ritter von Canitz auf Friedrichroda zu Berlin
4. Für den Eichsfeldschen Bezirk
  1. Oberförster a. D. Carl Wilhelm von Hanstein zu Ershausen im Kreis Heiligenstadt
  2. Landrat Friedrich Adrian Ritter von Arnstedt zu Nordhausen
  3. Königlicher Oberlandesgerichtschefpräsident Leopold Ritter von Kaisenberg auf Uder zu Halberstadt
  4. Regierungsrat a. D. Karl Eduard Levin von Bültzingslöwen zu Hainrode im Kreis Worbis
5. Im Magdeburgschen Bezirk
  1. Landrat August Ritter von Münchhausen zu Neuhaus-Leitzkau
  2. Deichhauptmann Kurt Ferdinand Theodor von Byern auf Zabakuk zu Kriegsdorf bei Merseburg
  3. Königlicher Kammerherr Rittmeister a. D. und Ritter von Alvensleben auf Redekin im Kreis Jerichow II
  4. Königlicher Landrat Baron Franz Ritter von Steinaecker auf Brumby zu Calbe (Saale)
  5. Generaldirektor der Magdeburgische Feuersozietät Ritter Graf von Alvensleben zu Erxleben im Kreis Neuhaldensleben
  6. Königlicher Rittmeister Ritter Hermann Otto Graf von der Schulenburg auf Emden zu Berlin
6. Im Halberstädtschen Bezirk
  1. Königlicher Kammerherr Ritter Graf von der Asseburg zu Gunsleben im Kreis Oschersleben
  2. Rittergutsbesitzer von Roessing zu Berßel im Kreis Halberstadt
  3. Major von Wulffen auf Hausneindorf zu Berlin

### C. Stand der Städte
1. Im Thüringschen Kreis
  1. Erfurt
  2. Naumburg
  3. Langensalza
  4. Zeitz und Weißenfels
  5. Suhl und Schleusingen
  6. Übrige Städte
2. Im Wittenbergschen Kreis
  1. Wittenberg
  2. Torgau und Merseburg
  3. Für die übrigen Städte
3. Für den Mansfeldschen Bezirk
  1. Halle
  2. Für die übrigen Städte

### D. Stand der Landgemeinden
1. Im Thüringschen Kreis
  1. Für die Kreise Schleusingen und Suhl
    1. Schulteiß Johann Adam Schmidt zu Schmiedefeld

  2. Für die übrigen Kreise
    1. Amtsverwalter Gottfried Kögel zu Blankenheim im Kreis Sangerhausen